# It’s You or No One
It’s You Or No One ist ein Filmsong, den Jule Styne (Musik) und  Sammy Cahn (Text) verfassten und 1948 veröffentlichten.

## Hintergrund
Den Song stellte Doris Day 1948 in ihrem Filmdebüt From Romance on the High Seas (Regie Michael Curtiz) und auf Schallplatte (Columbia 38290) vor. Ab Dezember 1947 nahmen ihn auch Sarah Vaughan (Musicraft) und Harry James auf; in den 1950er-Jahren folgten Versionen von Gene Ammons, Hampton Hawes, Tony Scott, Cal Tjader, J. J. Johnson, Charlie Mariano, Lurlean Hunter, Jackie McLean, Stu Phillips, Earl Coleman, Don Elliott, Mary Ann McCall, Hazel Scott, Richie Kamuca/Bill Holman, Johnny Griffin, Hank Mobley, Max Roach, Lee Konitz, Warne Marsh und Sonny Stitt. Im Bereich des Jazz listet der Diskograf Tom Lord 301 Coverversionen des Lieds (Stand 2017), unter denen Jazzstandards.com die Fassungen von Acker Bilk, Art Blakey, Tal Farlow, Ahmad Jamal, Christian Jacob, Don Patterson und Lennie Tristano herausragen.